# Stefan Polónyi

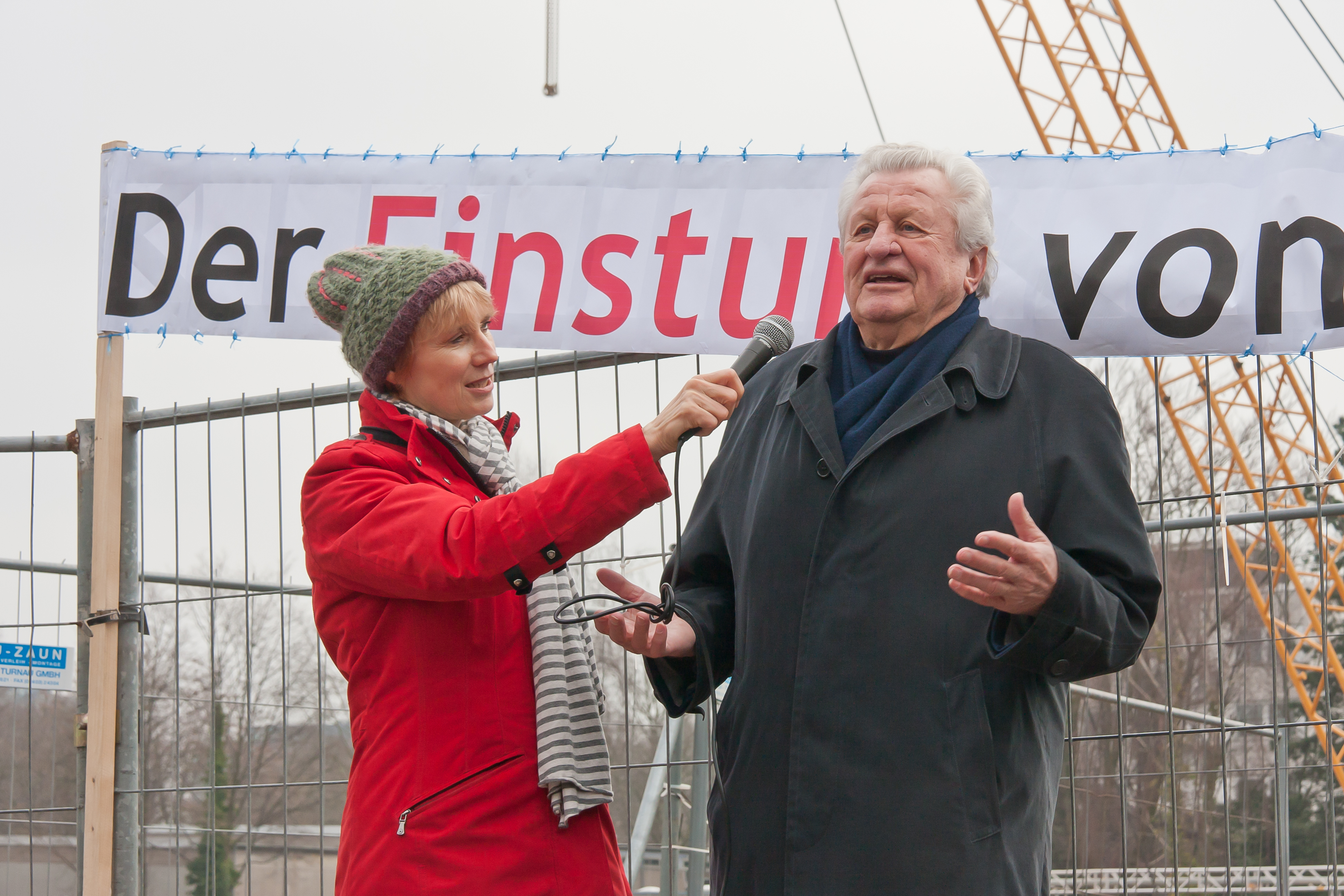
Stefan Polónyi im Interview auf einer Gedenkveranstaltung 2013 zum vierten Jahrestag des Einsturzes des Historischen Archivs Köln

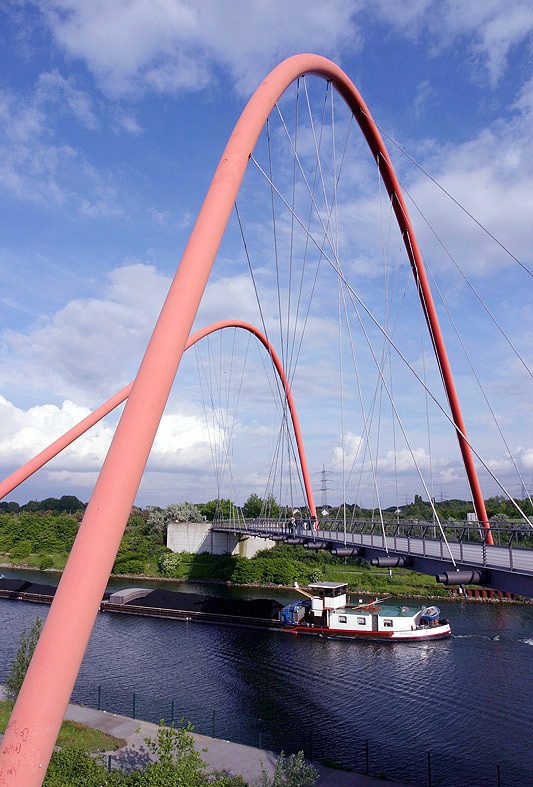
Doppelbogenbrücke im Nordsternpark von Gelsenkirchen

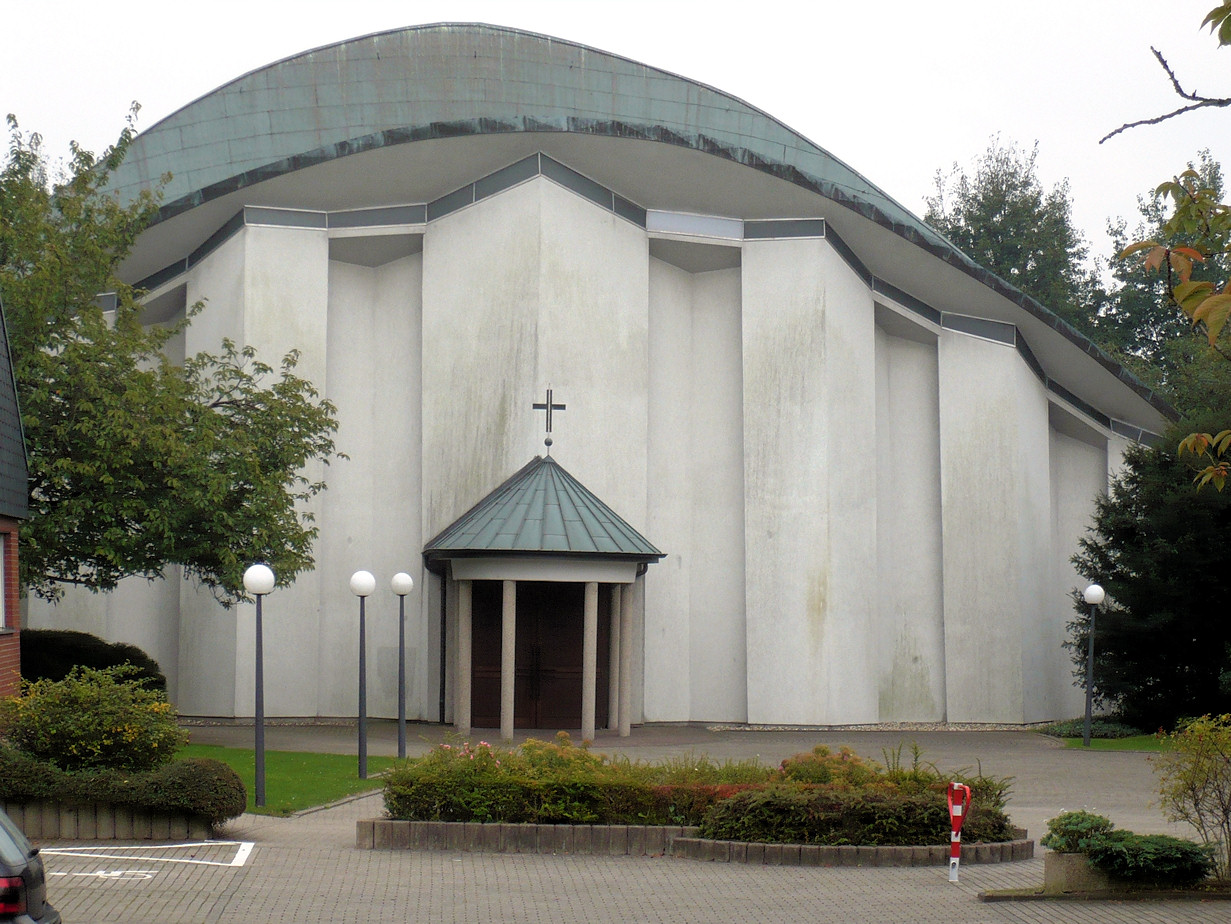
St. Suitbert in Essen-Überruhr, gemeinsamer Entwurf mit dem Architekten Josef Lehmbrock (Foto: 2008)

Stefan Polónyi (* 6. Juli 1930 in Gyula/Ungarn; † 9. April 2021 in Köln) war ein deutscher Bauingenieur. Er wirkte ab 1973 als ordentlicher Professor für Tragkonstruktionen an der Universität Dortmund und wurde vor allem durch seine Faltwerk- und Schalenkonstruktionen sowie seine Bogentragwerke bekannt.

## Leben und Werk
Stefan Polónyi (ungarisch István Polónyi), Sohn von Elisabeth Polónyi, geborene Becker, und des Studienrats Károly Polónyi, absolvierte das Gymnasium in Gyula, wo er 1948 sein Abitur erhielt, studierte Bauingenieurwesen an der Technischen Universität Budapest und ging 1956 nach einer dort nach dem Erhalt des Diploms 1952 begonnenen vierjährigen Tätigkeit als Assistent nach Köln, wo er von 1956 bis 1957 als Statiker im Unternehmen Bauwens tätig war und dann als beratender Ingenieur. 1957 eröffnete er in Köln ein eigenes Ingenieur-Büro (Stefan Polónyi & Partner, später Polonyi und Fink, dann IPP Prof. Polonyi + Partner).
1965 wurde er als Professor für Tragwerkslehre an die TU Berlin berufen und baute dort das Institut für Modellstatik auf. 1971 folgte der Ruf an die Universität Dortmund, dort war er ab 1973 als Professor für Tragkonstruktionen tätig und 1978 Prorektor. Er war maßgeblich an der Gründung der Abteilung Bauwesen, deren Dekan er von 1983 bis 1985 war, und der Entwicklung des „Dortmunder Modells“ beteiligt, einer gemeinsamen Ausbildung von Ingenieuren und Architekten. Er verfasste zahlreiche Fachveröffentlichungen und führte unter anderem statische Bearbeitungen für die Überdachung des Olympiastadions in Berlin, den Flughafen Tegel, das Krankenhaus in Berlin-Neukölln und die Leichtathletikhalle in Dortmund durch. Polónyi lebte in Köln und wurde 1995 in Dortmund emeritiert.
Im Jahr 1997 ehrte ihn der Architektur- und Ingenieurverband (AIV) Köln mit der AIV-Plakette „Für Verdienste um unsere gebaute Umwelt“. 1999 verlieh ihm die TU Berlin die Würde eines „Dr.-Ing. E. h.“. Es war der dritte Ehrendoktortitel für ihn, nachdem die Technische Universität Budapest und die Universität Kassel ihm diesen bereits zuvor verliehen hatten.
„Polónyi verstand dabei die Arbeit des Ingenieurs nie als die eines technokratischen Handlangers, sondern als konstruktiven Ingenieurbau. Der temperamentvolle Querdenker verwies stets auf die kulturelle Verpflichtung des Ingenieurs und setzte dies konsequent bei seinen Entwürfen um. Dieses Verschmelzen der naturwissenschaftlichen und intuitiven Einflüsse zeigt sich etwa bei der Glashalle auf der Leipziger Messe oder bei der Kirche St. Suitbert in Essen-Überruhr, die er zusammen mit dem Architekten Josef Lehmbrock entwarf.“
Stefan Polónyi war ab 1960 mit Edeltraud Polónyi, geborene Fremersdorf, verheiratete, hatte zwei Kinder (Carl-Georg und Thomas) und lebte bis zu seinem Tod im Alter von 90 Jahren im April 2021 in Köln.

## Bauwerke
- 1963: St. Suitbert in Essen-Überruhr, mit Architekt Josef Lehmbrock
- 1971: Keramion in Frechen, Architekt Peter Neufert
(Dem voraus ging im selben Jahr ein Trichterschalen-Versuchsbau zusammen mit dem ostdeutschen Betonschalenbaumeister Ulrich Müther in Baabe in der damaligen DDR. Das Dach des kreisrunden Pavillons/Kiosk ist eine acht Meter breite Pilzschale, die nur von einer Säule in der Mitte des Ladens getragen wird.)[4][5]
- 1982–1990: Landesmuseum für Technik und Arbeit in Mannheim, Tragwerksplanung, Architektin Ingeborg Kuhler
- 1980–1983: Galeria auf dem Messegelände, Frankfurt am Main, Tragwerksplanung, Architekt Oswald Mathias Ungers
- 1985–1993: Städtisches Kunstmuseum Bonn, Tragwerksplanung, Architekt Axel Schultes
- 1990: Bahnsteigüberdachung des Kölner Hauptbahnhofs, Architekten Busmann + Haberer
- 1990–1991: Car & Driver Autohaus in Hamburg, Tragwerksplanung, Architekt Hadi Teherani
- 1991–1995: Neue Messe Leipzig, Tragwerksplanung, Architekten Ian Ritchie mit Gerkan, Marg und Partner
- 1992–1996: Willy-Brandt-Haus in Berlin, Tragwerksplanung mit Klaus Bollinger, Architekt Helge Bofinger
- 1992–1996: Messehalle 2 in Hannover, Architekt Bertram Bühnemann
- 1993–1994: Harenberg City-Center in Dortmund, Tragwerksplanung, Architekt Eckhard Gerber
- 1994–1998: Bundespräsidialamt in Berlin, Tragwerksplanung, Architekten Gruber + Kleine-Kraneburg
- 1994: Krickesteg im ERIN-Park in Castrop-Rauxel
- 1996: Klosterkapelle Frenswegen, Tragwerkplanung, Architekt Hans-Busso von Busse
- 1996: Doppelbogenbrücke im Nordsternpark von Gelsenkirchen, zur Bundesgartenschau 1997, mit PASD Architekten Feldmeier + Wrede
- 1997: Gitternetzbrücke im Nordsternpark von Gelsenkirchen, zur Bundesgartenschau 1997, mit PASD Architekten Feldmeier + Wrede
- 1997: Stege West im Nordsternpark von Gelsenkirchen, zur Bundesgartenschau 1997, mit PASD Architekten Feldmeier + Wrede
- 1997: TZU-Fußgängerbrücke in Oberhausen
- 1997: Wohn- und Geschäftshaus Eigelstein 115, Köln, Tragwerkplanung, Architekten Brandlhuber & Kniess[6]
- 2000: Tiergartenbrücke in Dessau-Roßlau
- 2008: Straßenbrücke Ripshorster Straße in Oberhausen[7]

## Schriften
- Schalen in Beton und Kunststoff: Entwurf, Bemessung, Ausführung. Bauverlag, Wiesbaden/Berlin 1970, ISBN 3-7625-0447-4.
- Einige Gedanken zum wissenschaftlichen Stand der Baustatik. In: Bautechnik. 1981, Heft 1.
- Der Tragwerksingenieur und seine Wissenschaft. In: Bautechnik. Band 59, 1982, S. 289–295.[8]
- Mit zaghafter Konsequenz: Aufsätze und Vorträge zum Tragwerksentwurf 1961–1987. Vieweg, Braunschweig/Wiesbaden 1987, ISBN 3-528-08781-1.
- mit Hans Kollhoff, F. Neumeyer, Manfred Klinkott: Über Tektonik in der Baukunst. Vieweg, Braunschweig 1993, ISBN 3-528-08862-1.
- Die neue Stahlbetonkonzeption. In: Bautechnik. Band 73, 1996, S. 753–765.
- S. Polónyi, F. Kind-Barkauskas, B. Kauhsen: Beton Atlas – Entwerfen mit Stahlbeton im Hochbau. Verlag Bau und Technik, Düsseldorf 2001, ISBN 3-7640-0425-8.
- mit W. Walochnik: Architektur und Tragwerk. Ernst, Berlin 2003, ISBN 3-433-01769-7.